# Le testament de la tante Caroline
Le testament de la tante Caroline (Frans voor Het testament van tante Caroline) is een opéra bouffe van Albert Roussel uit 1933 op een libretto van Nino (pseudoniem van Michel Veber). Deze operette vertelt de ellende van een familie rond het testament  van hun tante.

## Geschiedenis
Roussel componeerde de opera in 1932-1933. De opera verschilt van de andere, meer serieuze opera's van Roussel. De componist erkende dat het financiële succes en de goede kritieken van de operettes van Arthur Honegger en Jacques Ibert hem hadden doen besluiten om deze operette te schrijven. Roussel beschrijft zijn eigen werk als "een soort komische opera waarvan de personages volstrekt belachelijk zijn en gespeeld moeten worden zonder bag te zijn hun effecten te overdrijven"... De oorspronkelijke productie werd uitgevoerd in het Tsjechisch (tekst van Julie Reisserová), in drie bedrijven, maar Roussel herzag het werk en maakte er een operette van in een bedrijf in het Frans .
De première vond plaats in de Opera van Olomouc op 14 november 1936 onder de naam Testament Tetý Karoliny en werd koeltjes ontvangen. Roussel schreef deze operette zo dat hij "helder, aangenaam en toegankelijk" zou zijn, maar critici oordeelden dat Roussel moeite had zich aan de eenvoud aan te passen.
Roussel herzag de operette daarop en maakte een versie in een akte. Dit is de versie die werd gespeeld op de Parijse première in de Opéra-Comique op 11 maart 1937. Deze versie werd gezongen in het Frans, terwijl het origineel in het Tsjechisch was. De voorstelling werd niet goed ontvangen door het Franse publiek. Er waren mensen die een brief schreven aan de minister om te vragen om te stoppen met dit "misplaatste spekakel" en de "boulevardscènes". Critici spraken van "een verontrustend decor" en "een prachtige muzikale omlijsting, die niet bij de handeling paste van dit slechte stuk".. Een Duitstalige productie vond plaats in Praag in 1937.

## Synopsis
De operette begint in een Parijs' appartement. Na de dood van hun schatrijke en excentrieke tante Carolines grote rijkdom vinden haar twee nichtjes, de zusters Christine en Naomi, en hun echtgenoten Jobard en Ferdinand haar testament. De vier dromen ervan de erfenis en wat ze allemaal met dat geld gaan doen. Het testament komt echter niet overeen met hun verwachtingen. Het geld wordt niet nagelaten aan Carolines nichtjes, maar aan hun eerstgeboren zoons. Het testament zegt verder dat de koppels een zoon moeten produceren binnen het jaar, en dat het geld anders weggegeven zal worden aan het Leger des Heils. Helaas zijn zowel Jobard als Ferdinand onvruchtbaar. een derde nichtje zit in het klooster. De nichtjes besluiten daarom om zwanger te worden met hulp van respectievelijk een waarheidszegger en de chauffeur van de familie. Geheel volgens de traditie van de Franse operette eindigt het verhaal met een onverwachte ironische wending. Het derde nichtje, die een oude vrijster is en een ogenschijnlijk voorbeeld van eerbiedwaardigheid en deugd, onthult dat ze in werkelijkheid de moeder is van de chauffeur van de familie, Noël. Als haar onwettige zoon neemt Noël het geld tot groot ongenoegen van de anderen. De operette eindigt op de Eiffeltoren met de bruiloft van de chauffeur en de verpleegster.

## Personages
| Rol                       | Stemtype      | Premièrebezetting 14 november 1936 dirigent: Adolf Heller | Premièrebezetting bij de gereviseerde versie, 11 maart 1937 dirigent: Roger Désormière |
| ------------------------- | ------------- | --------------------------------------------------------- | -------------------------------------------------------------------------------------- |
| Noémie                    | sopraan       |                                                           | Christine Liany                                                                        |
| Christine                 |               |                                                           | Suzanne Dehelly                                                                        |
| Maître Corbeau            | bariton       |                                                           | André Balbon                                                                           |
| Jobard                    | bariton       |                                                           | Louis Guénot                                                                           |
| Noël                      | tenor         |                                                           | Paul Derenne                                                                           |
| Docteur Patogène          | bas           |                                                           | Émile Rousseau                                                                         |
| Béatrice                  | sopraan       |                                                           | Madeleine Sibille                                                                      |
| Lucine                    | mezzo-sopraan |                                                           | Fanély Revoil                                                                          |
| Laguigne                  | tenor         |                                                           | René Hérent                                                                            |
| Ernestine                 | sopraan       |                                                           | Rose Pocidalo                                                                          |
| Infirmière (verpleegster) |               |                                                           | Christiane Gaudel                                                                      |
| La dactylo (secretaresse) |               |                                                           | Morice                                                                                 |
| Quatre sage-femmes        |               |                                                           | Gallot, Lagrange, Lodève, Billon                                                       |